# Oravské hradní bradlo
Oravské hradní bradlo (slovensky Oravské hradné bralo) je 112 metrů vysoký skalní útvar v Oravské vrchovině, chráněný jako národní přírodní památka. Nachází se v katastrálním území obce Oravský Podzámok v okrese Dolný Kubín v Žilinském kraji, na pravém břehu řeky Oravy. Skála byla osídlena v pravěku a od třináctého století na ní stojí Oravský hrad.
Chráněné území bylo vyhlášeno v roce 1974 jako přírodní památka a v roce 2001 byl její statut změněn na národní přírodní památku. Výměra území je 3,62 hektaru. Kromě samotného bradla je předmětem ochrany také vápnomilná vegetace. V roce 1996 bylo na skále nalezeno 54 druhů lišejníků.